# 広安門内駅
広安門内駅（こうあんもんない-えき）は中華人民共和国北京市西城区に位置する北京地下鉄7号線の駅である。

## 駅構造

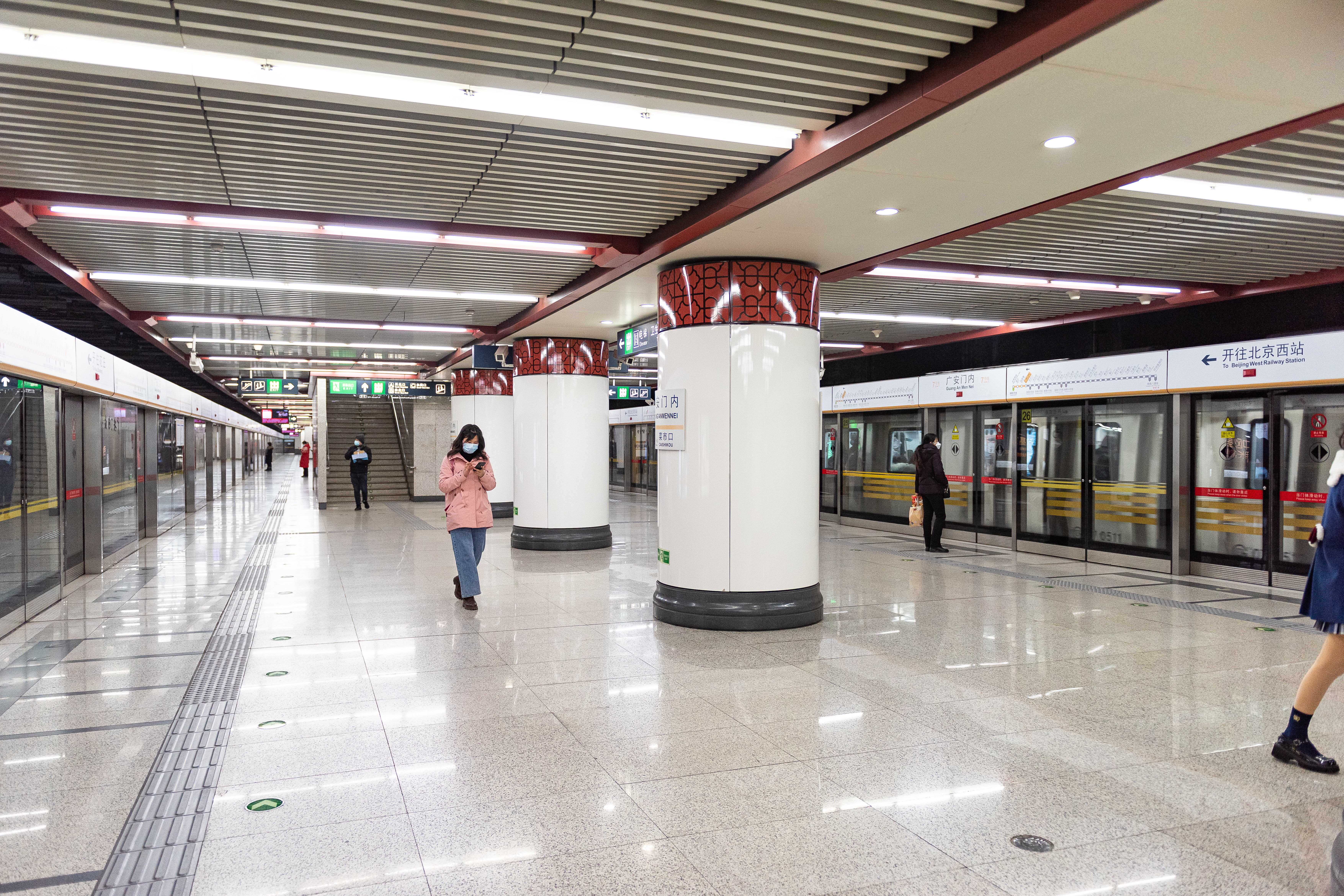
ホーム

島式ホーム1面2線の地下駅。出口はA、B、Cの3箇所ある。

## 駅周辺
- 中国中医科学院広安門医院（中国語版）(広安門中医院)
- 首都医科大学宣武医院（中国語版）

## 歴史
2014年12月28日 - 北京地下鉄7号線が開業。

## 隣の駅
北京地下鉄
■7号線
達官営駅 - 広安門内駅 - 菜市口駅
座標: 北緯39度53分19秒 東経116度21分06秒 / 北緯39.8886度 東経116.35172度